# Santa Esponja

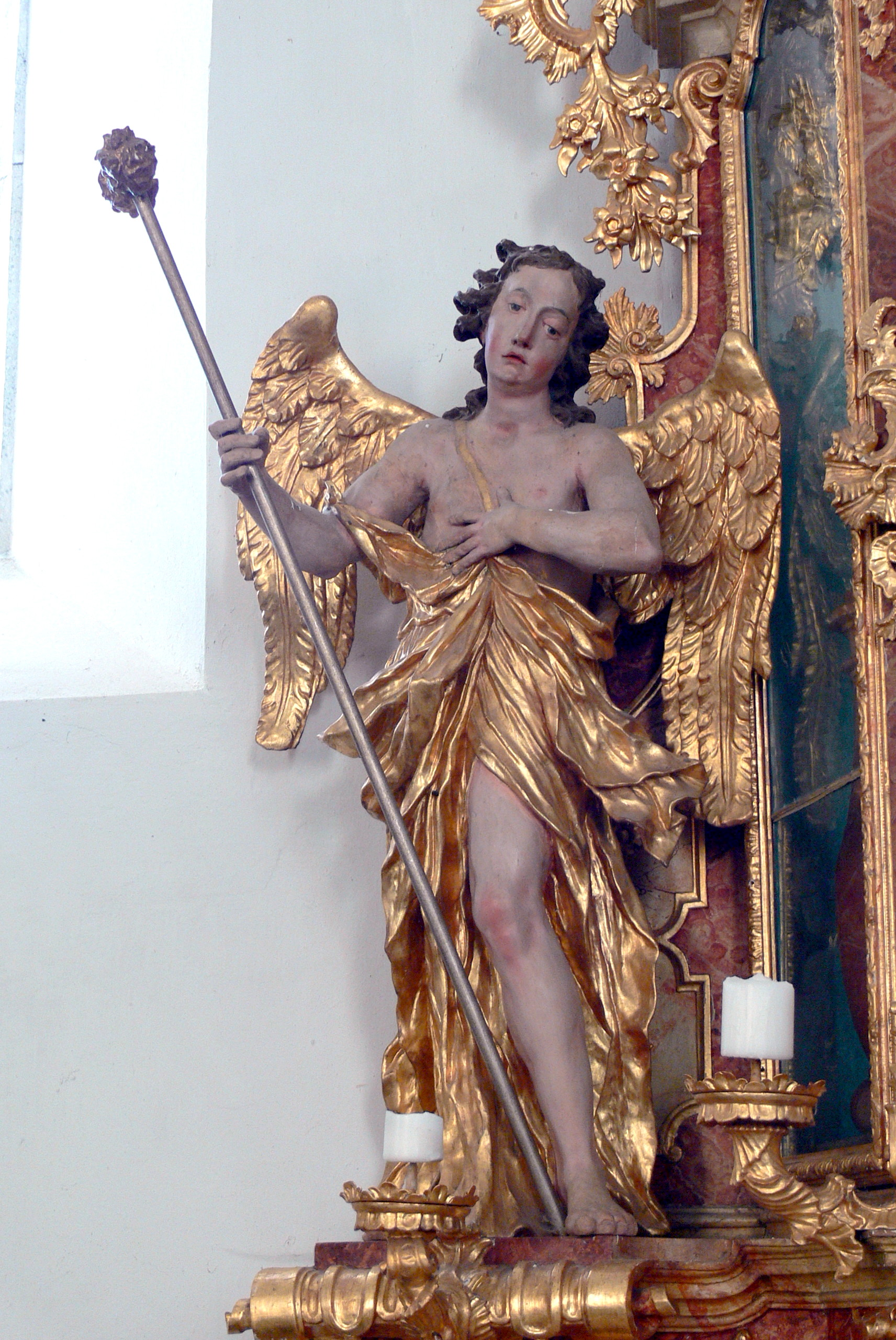
Anjo segurando o caniço com a Santa Esponja na ponta.
Séc. XVIII. Igreja de São Jorge em Auberg, Áustria.

Santa Esponja é um dos instrumentos da Paixão de Jesus Cristo. Trata-se da esponja que foi mergulhada em vinagre (ou, segundo algumas traduções, vinho azedo) e oferecida a ele durante a crucificação, segundo os relatos em Mateus 27:48, Marcos 15:36 e João 19:29. Um objeto que foi identificado como sendo a Santa Esponja foi depois identificado e venerado na Palestina, numa sala superior da Basílica Constantiniana, onde São Sofrônio a viu por volta de 600:
| “ | E deixe-me ir regozijando-me ao esplêndido santuário, o lucar onde a nobre imperatriz Helena encontrou o santo Lenho; e subir, meu coração tomado pelo espanto, e ver a Sala Superior, o Caniço, a Esponja e a Lança. E depois poderei vislumbrar abaixo a fresca beleza da Basílica onde coros de monges cantam canções noturnas de devoção. | ” |
|   | — São Sofrônio. |   |

Embora um pedaço da Santa Esponja, manchada de sangue marrom, esteja preservada em Roma, na Arquibasílica de São João de Latrão, onde goza de alta estima, esta relíquia não deve ser confundida com a esponja de Santa Prassede, que é uma relíquia diferente. Quando 23 cristãos foram descobertos na casa de Praxedes, todos foram martirizados na sua frente. Mas ela teve a presença de espírito de coletar o sangue dos mortos com uma esponja e a depositou num poço, onde ela própria foi depois enterrada, um local hoje marcado por um disco no piso da basílica. Além de São João de Latrão, Santa Maria Maggiore, Santa Maria in Trastevere e Santa Maria in Campitelli reivindicam a posse de uma parte da relíquia.
Existe uma narrativa alternativa sobre a Santa Esponja que conta que, no século VII, Nicetas, que participou da revolta contra Focas, teria levado a Santa Esponja e a Santa Lança para Constantinopla a partir da Palestina em 612. Sua filha, Gregória, foi dada em casamento ao primo dela, Heráclio Constantino, herdeiro do imperador Heráclio.
A Santa Esponja teria ficado em Constantinopla até ser vendida pelo imperador latino Balduíno II, por uma soma exorbitante, a Luís IX da França, que estava montando sua coleção de relíquias a serem depositadas na Sainte-Chapelle em Paris. Lá ela permaneceu, juntamente com a Coroa de Espinhos e um pedaço da Vera Cruz, até a Revolução Francesa, quando a igreja foi saqueada e as relíquias, destruídas ou dispersadas, algumas delas chegando a ficar um tempo na Bibliothèque Nationale, mas logo desapareceram. A Coroa de Espinhos foi posteriormente devolvida a Notre-Dame de Paris.
Pedaços da Santa Esponja são venerados ainda na Igreja de São Tiago de Compiègne e na Catedral de Aachen, para onde teria sido levada depois de ser adquirida por Carlos Magno.